# 布羅瓦雷區

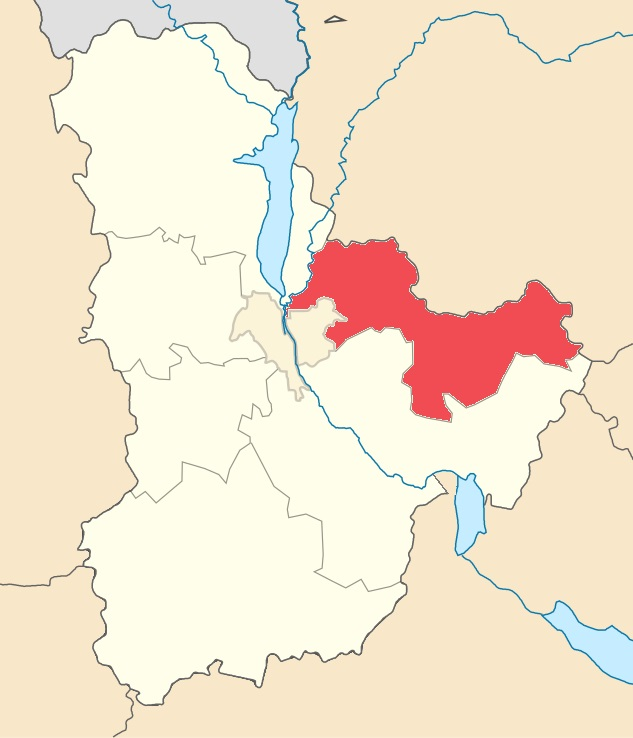
2020年改革后布羅瓦里區在基辅州的位置

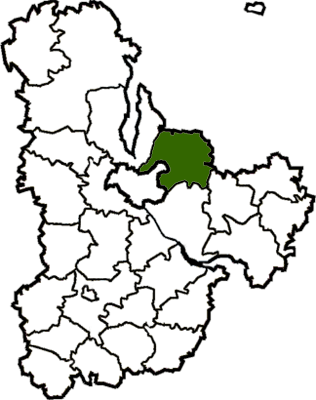
2020年改革前布羅瓦里區在基辅州的位置

布羅瓦雷區（羅馬化：Brovarskyi raion）是烏克蘭基輔州的一個區，行政中心設於布羅瓦雷，面積2,881.9平方公里，2020年人口数量约为242,064人。
2020年7月18日乌克兰施行了行政区划改革，基辅州的区份数量减至7个，布羅瓦雷區的面积扩大了很多。改革前布羅瓦雷區的面积为1,198平方公里，2020年人口数量约为68,688人。

## 行政區劃
布羅瓦雷區下分為8個市鎮，依市鎮人口由多到少排列：
- 布羅瓦雷市鎮（烏克蘭語：Броварська міська громада）
- 大德梅爾卡市鎮（烏克蘭語：Великодимерська селищна громада）
- 巴雷希夫卡市鎮（烏克蘭語：Баришівська селищна громада）
- 別列贊市鎮（烏克蘭語：Березанська міська громада）
- 兹胡里夫卡市鎮（烏克蘭語：Згурівська селищна громада）
- 卡利塔市鎮（烏克蘭語：Калитянська селищна громада）
- 扎濟姆亞市鎮（烏克蘭語：Зазимська сільська громада）
- 卡利尼夫卡市鎮（烏克蘭語：Калинівська селищна громада (Броварський район)）